# Totarol
El totarol és un meroterpè, format per un diterpè i un fenol (un terpenofenol). Té dos estereoisòmers, el cis-totarol i el trans-totarol, i és bioactiu com a (+)-totarol. Va ser descobert pels investigadors T.H. Easterfield i J.C. McDowell l'any 1911 en la fusta de l'arbre neozelandés Podocarpus totara. Es considera que aquest compost químic és present, quasi en exclusiva, en espècies de les famílies podocarpàcies i cupressàcies, tot i haver-hi excepcions com el romaní (lamiàcies) o algunes espècies del gènere Tripterygium (celastràcies). Estudis recents han confirmat que el totarol té propietats antimicrobianes i terapèutiques úniques, i s'ha convertit en un candidat d'interès per crear nous medicaments.

## Biosíntesi
El procés de biosíntesi del totarol va ser difícil de determinar, perquè no segueix la regla empírica de l'isoprè: el grup isopropil del (+)-Totarol està col·locat "erròniament" en el C14 (carboni número 14 de la cadena).

Procés de síntesi actualment acceptat del totarol

## Usos
El totarol, en forma d'extracte de Podocarpus totara, ha sigut emprat tradicionalment en la medicina maorí per tractar febre, problemes estomacals, hemorroides o malalties venèries, entre d'altres. Actualment aquest compost s'estudia amb interès degut a la seva alta activitat antimicrobiana i possibles aplicacions contra el càncer. La seva activitat anti-cancerígena es creu que prové de la capacitat d'aquest producte per crear una o-quinone methide in vivo. També disminueix els nivells d'estrògens del plasma i pot reduir efectivament les cèl·lules hepàtiques patogèniques in vitro. El totarol també és emprat en la indústria cosmètica i en begudes derivades del ginebre, com la ginebra.